# 22413 Haifu
22413 Haifu è un asteroide della fascia principale. Scoperto nel 1995, presenta un'orbita caratterizzata da un semiasse maggiore pari a 2,4047737 UA e da un'eccentricità di 0,1918456, inclinata di 9,12082° rispetto all'eclittica.